# TROEP!
TROEP! is een familiemusical van Tijl Dauwe met de hits van Studio 100 en Ketnet in samenwerking met Ketnet en Studio 100. De hoofdrollen werden vertolkt door Maureen Vanherberghen (als secretaresse Claire) en Michiel De Meyer (als stadsarbeider Dimitri).

## Geschiedenis
De musical TROEP! is de vijfde Ketnet-musical. Voor het eerst gebeurden alle audities intern zonder tv-uitzending. De cast werd na verschillende ronden gekozen. Deze bestaat uit 24 jongeren en twee volwassenen. Tijdens het televisieluik werden de sprekende rollen gekozen.
De muziek van de musical bestaat voor een groot deel uit bestaande Ketnet- en Studio 100-nummers. Deze nummers werden speciaal voor de musical opnieuw gearrangeerd. Daarnaast werden er enkele nieuwe nummers geschreven, waaronder Weg Troep! en Thuis Op Het Plein.

## Verhaal
Op een pleintje tussen appartementsgebouwen, ligt er troep. En niet zo’n klein beetje ook. Wat ooit een plein was waar jongeren konden skaten of voetballen of gewoon chillen, is nu een stort geworden.
Dimitri, de stadsarbeider die verantwoordelijk is voor dit pleintje, heeft zijn opruimacties gestaakt. Het heeft toch geen zin. Iedereen blijft maar vuilnis op het pleintje dumpen.
Tot een paar kids het grondig beu zijn en samen in actie komen! Geholpen door Dimitri en secretaresse Claire proberen ze van dit stort weer een plein te maken waar iedereen een plek heeft.

## Rolverdeling
| Rol      | Speler | Understudy            |
| -------- | --- | --------------------- |
| Dimitri  | Michiel De Meyer |                       |
| Claire   | Maureen Vanherberghen |                       |
| Ryan     | Ilya Koers | Loris Riggio          |
| Elsie    | Flore de Vogelas | Liesl de Kegel        |
| Dries    | Jules Blanckaert | Kyllian Rooms         |
| Dave     | Lander Vanwildemeersch | Miguel Markey         |
| Leila    | Gloria Mbiyavanga | Marie-Claire Bangoura |
| Kim      | Hannes Moreels | Linde Cauwelier       |
| Valery   | Linde Cauwelier | Camille Servais       |
| Ensemble | Camille Servais, Eddie Bylingiro, Emma Raveschot, Hanne Moreels, Isa Malfliet, Kiran Gezels, Kyllian Rooms, Lars Degreef, Liesl de Kegel, Linde Cauwelier, Loris Riggio, Marie-Claire Bangoura, Mauro Janssens, Maxine Debaets, Miguel Markey, Norah Vekemans, Pia-Lola Nuyens, Reine Vanderhoydonk, Thibault Gellinck & Marthe Decuypere (swing) |                       |

## Soundtrack
De muziek uit de musical bestaat voor een groot deel uit bestaande Ketnet- en Studio 100-nummers. Deze nummers werden speciaal voor de musical opnieuw gearrangeerd. Daarnaast werden er ook drie nieuwe nummers geschreven: Weg troep!, Thuis op het plein en Ik kleur de stad.
| Titel                     | Oorspronkelijke artiest            | Uitvoerder                          | Opmerkingen                                          |
| ------------------------- | ---------------------------------- | ----------------------------------- | ---------------------------------------------------- |
| Ouverture                 | -                                  | Cast                                |                                                      |
| Freedom                   | Vince (Junior Eurosong 2011)       | Cast                                |                                                      |
| Jongens                   | Las Niñas (Junior Eurosong 2009)   | Cast                                |                                                      |
| Wij Willen Voetballen     | Samson & Gert                      | Dries, Dave en Kim                  | Dit nummer werd enkel in de musical gebruikt.        |
| Let's Do This Together    | Kadanza Together                   | Dimitri, Ryan, Elsie, Leila en cast | Speciaal geschreven voor de musical Kadanza Together |
| Hij Is De Liefde          | Niels Destadsbader                 | Leila en Elsie                      |                                                      |
| Jij Bent M'n Aardbei      | Ghost Rockers                      | Dimitri en Claire                   |                                                      |
| Ik Kleur De Stad          | Speciaal geschreven                | Cast                                | Dit lied is uit de musical geschreven.               |
| Open Je Hart              | Spring                             | Ryan, Elsie en cast                 |                                                      |
| Weg Troep!                | Speciaal geschreven                | Cast                                |                                                      |
| Whoppa                    | K3                                 | Cast                                |                                                      |
| Groen, De Wereld Is Groen | Samson en Gert (De Wereld Is Mooi) | Dimitri en cast                     |                                                      |
| Thuis Op Het Plein        | Speciaal geschreven                | Cast                                |                                                      |
| Megamix                   | -                                  | Cast                                |                                                      |
| Groen, Jouw Ogen Zo Groen | Samson en Gert (De Wereld Is Mooi) | Ivano Marconi                       | Alleen als fragment te horen.                        |

'14-'18 · '40-'45 (België) · '40-'45 (Nederland) · De 3 Biggetjes · 3 Musketiers · Aida · Alice in Wonderland · A xXxmas Carola · Anatevka · Assepoester · Belle en het Beest · Billie Holiday · Bloedbroeders · The Bodyguard · Cabaret · Camelot · Cats · Chicago · Ciske de Rat · Cyrano de Bergerac · De Schone van Boskoop · Daens · Dirty Dancing · Doe Maar! · Domino · Doornroosje · Dracula · Drood · Elisabeth · Evita · Fame · De Finale · Flashdance · Foxtrot · Goodbye, Norma Jeane · Grease · Hair · High School Musical · De Jantjes · Jekyll & Hyde · Jersey Boys · Jesus Christ Superstar · Kadanza · De kleine zeemeermin · Koning van Katoren · Kruimeltje · Kuifje: De Zonnetempel · Kunt u mij de weg naar Hamelen vertellen, mijnheer? · The Last Five Years · Lelies · The Lion King · The Little Mermaid · Love Story · Lover of Loser · Mamma Mia! · De man van La Mancha · Mary Poppins · Les Misérables · Miss Saigon · Muerto! · De Muze van Rubens · My Fair Lady · On Your Feet! · Op hoop van Zegen · Oorlogswinter · The Passion · Pauline & Paulette · The Phantom of the Opera · Pinokkio · Red Star Line · Rembrandt · Robin Hood · Romeo en Julia, van Haat tot Liefde · De Rozenoorlog · Shhh...it happens! · Shrek · Soldaat van Oranje · Spring Awakening · De sprookjesmusical Klaas Vaak · Sneeuwwitje · The Sound of Music · Tarzan · Titanic · Turks fruit · Urinetown · De Vliegende Hollander · Wat Zien Ik?! · Wicked · The Wild Party · The Wiz · Wickie de viking de musical
    Portaal Musical